# Marion County (Missouri)
Marion County is een county in de Amerikaanse staat Missouri.
De county heeft een landoppervlakte van 1.135 km² en telt 28.289 inwoners (volkstelling 2000). De hoofdplaats is Palmyra.